# Korea Sogyong Trading
Korea Sogyong Trading (조선서경무역회사) bzw. Taesong-BAT ist ein Produzent von Zigaretten mit Sitz in Nordkorea. Das Staatsunternehmen ist ein Joint Venture mit British American Tobacco (BAT), die Partner halten je 40 % bzw. 60 % der Anteile. BAT investierte 7,1 Mio. US-Dollar. Nach seiner Gründung wurde im September 2001 die Produktion aufgenommen. Bis 2005 war die Tätigkeit des britischen Unternehmens in Korea der Öffentlichkeit nicht bekannt. Derzeit werden in Pjöngjang von 200 Mitarbeitern jährlich 2 Mrd. Zigaretten produziert.
BAT wird vorgeworfen, die Zigaretten billig in Nordkorea produzieren zu lassen und diese ausschließlich für den chinesischen Markt anzubieten. Das Unternehmen weist dies zurück. Sie würden nur innerhalb Nordkoreas verkauft.

## Marken
Folgende Marken werden derzeit hergestellt:
- Kŭmgangsan (benannt nach dem Berg Kŭmgangsan)
- Craven A
- Viceroy[3]